# Aam Aadmi Party
Pour les articles homonymes, voir AAP.
Le Aam Aadmi Party ou AAP (hindi : आम आदमी पार्टी, « Parti de l'homme ordinaire ») est un parti politique indien. Le parti est fondé en 2012 à la suite de divergences au sein du mouvement anti-corruption de 2011 dont le leader Anna Hazare refuse l'entrée en politique.
Parti se proclamant populaire, dénonçant la corruption et le népotisme des élites économiques et politiques, les thèmes de campagne du parti sont variables, de la lutte contre la hausse des prix de l'électricité à l'aide aux victimes de viol en passant par le soutien aux représentants des minorités religieuses.
L'AAP a également pris position pour la dépénalisation de l'homosexualité en Inde.
Aux élections du territoire de la Capitale nationale de Delhi en 2013, il fait une entrée remarquée à la Vidhan Sabha en devenant le second parti en nombre de sièges. Il forme ensuite le Gouvernement minoritaire du territoire de la Capitale nationale de Delhi. Kejriwal démissionne de son poste de ministre en chef au bout de 49 jours après avoir échoué à faire passer une loi anti-corruption.

Ancien logo

Aux élections de 2015, le parti remporte 67 des 70 sièges de l'assemblée territoriale de Delhi. Ces élections ont vu la victoire d'un petit et récent parti au budget réduit contre le parti au pouvoir, le Bharatiya Janata Party. L'AAP a su séduire les électeurs les plus pauvres en assurant l'accès de tous à l'eau et à l’électricité lors de son premier mandat et en promettant de faire de même avec l'éducation, il a aussi convaincu les classes moyennes par sa lutte contre la corruption, en particulier celle de la police,.
En décembre 2022, lors des élections (en) à la Corporation municipale de Delhi, l'AAP obtient la majorité et ses candidats remportent 134 des 250 sièges.
Le 10 avril 2023, le parti obtient le statut de parti national par la Commission électorale indienne à la suite de ses résultats dans les États ou Territoires de Goa, du Gujarat, du Pendjab et de Delhi formant le Gouvernement dans les deux derniers cités.